# هنري كالغرين
هنري كالغرين (بالسويدية: Henry Källgren)‏ هو لاعب كرة قدم سويدي في مركز الهجوم، ولد في 13 مارس 1931 في نورشوبينغ في السويد، وتوفي في 21 يناير 2005 في هلسينغبورغ في السويد. شارك مع منتخب السويد لكرة القدم. أما مع النوادي، فقد لعب مع نادي نورشوبينغ ‏.

## وصلات خارجية
- هنري كالغرين على موقع الاتحاد الدولي (مؤرشف)  (الإنجليزية)
- هنري كالغرين على موقع اتحاد السويد (السويدية)
- هنري كالغرين على موقع قاعدة بيانات كرة القدم.إي يو (الإنجليزية)
- هنري كالغرين على موقع ناشيونال فوتبول تيمز (الإنجليزية)
- هنري كالغرين على موقع Soccerway.com (الإنجليزية)
- هنري كالغرين على موقع عالم كرة القدم.نت (الإنجليزية)